# Alba Regina
Alba Regina (Florencia, Italia; 3 de marzo de 1918- Ibidem; 3 de julio de 2002) fue una actriz, vedette y cantante de opereta argentina.

## Carrera
Participó en temporadas teatrales como Y volvió Blanquita Amaro al Comedia, No apta para cortos de vista, Ha entrado un hombre desnudo, Hay de todo, menos carne, en la Viña del Doctor… y Canciones, risas y olé, entre muchas otras labores. También integró la Compañía Lírica Italiana con Franca Boni.
En cine cubrió con gran solvencia el rol de contrafigura de Virginia Luque en Arriba el telón en 1951. Un filme con la dirección de Manuel Romero y protagónicos de Francisco Audenino, Sofía Bozán, Severo Fernández, Jovita Luna, Mario Faig y Juan Carlos Mareco.
Soprano soubrette y gran cancionista, también compartió figura en su paso en el género revisteril como segunda vedette en teatros como el Maipo y el Comedia,y con grandes capocómicos de aquel tiempo como Marcos Caplan, Augusto Codecá, Alberto Anchart, Severo Fernández y Tito Lusiardo. También compartió escenario con primeras vedettes y bailarinas como María Esther Gamas, Maruja Montes, Diana Maggi, Blanquita Amaro, Carmen Lamas, Celia Gámez, Tita Merello, entre otras. [cita requerida]
Llegó a tener su propia compañía teatral en el Teatro Marconi, donde pasaron actrices como Margarita Solá; y por donde estrenó obras como La mujer del pagaré, de Eduardo Foglizzo y Modesto Papavero, en 1939.
Tras el nacimiento de su hija, abandona la profesión para dedicarse enteramente a su familia, y a la crianza de su niña tras quedar viuda cuando Alba Teresa tenía tan solo seis años.[cita requerida]

## Vida privada
En 1942 se casó en Montevideo, Uruguay  con el actor Juan Serrador, a quien acompañó hasta su muerte el 16 de septiembre de 1963 tras un Cáncer de pulmón en el Sanatorio Marini de CABA. Tras el casamiento con Juan perteneció a una  familia de artistas entre los que se encontraban los hermanos de éste: Nora, Pepita, Teresa y Esteban Serrador; como así también a Narciso Ibáñez Menta, Chicho Ibáñez Serrador y Pastor Serrador.
Falleció  víctima del Alzheimer el 3 de julio de 2002 a los 84 años. Junto a Serrador tuvo a su única hija en 1957 llamada Alba Teresa. Sus restos descansan en el Panteón de la Asociación Argentina de Actores del Cementerio de la Chacarita.[cita requerida]

## Teatro
- Y volvió Blanquita Amaro al Comedia (1953) con Blanquita Amaro, Alfredo Barbieri, Marcos Caplan, Osvaldo Moreno, Margarita Padín y Pedro Quartucci.
- Hay de todo, menos carne, en la Viña del Doctor…  (1954), en el Teatro 18 de Julio, con Raimundo Pastore, Vicente Formi, Roberto García Ramos, María Leguizamos, Juan Daniele, Armando Parente, Cristina Mora y Carlos Romero.
- Ha entrado un hombre desnudo (1954), estrenado en el  Teatro Buenos Aires, con Raimundo Pastore, Vicente Formi, Roberto García Ramos, Delfy Miranda, Milagros Larraine, Roberto Chohare y José María Pedrosa.
- No apta para cortos de vista (1953), con Alfredo Barbieri, Maruja Montes, Beba Bidart, Marcos Caplán, Severo Fernández, Diana Maggi, Nenina Fernández y Juan Verdaguer. Estrenado en el Teatro Comedia.
- Y volvió Blanquita Amaro al Comedia (1953) con Blanquita Amaro, Alfredo Barbieri, Marcos Caplan, Osvaldo Moreno, Margarita Padín y Pedro Quartucci.
- Canciones, risas y olé (1952) con Alberto Anchart, Beba Bidart, Jovita Luna, Tito Lusiardo, Diana Maggi, Miguel Molina, Margarita Padín, Pedro Quartucci, Lilian Reyes y Chola Ríos.
- Buenos Aires= Madrid= La Salada (1952)
- La mujer del pagaré (1939)

## Biografía
- Pellettieri, Osvaldo (2002). Historia del teatro argentino en Buenos Aires: La emancipación cultural (1884-1930) (1° edición). Galerna. p. 157. ISBN 950-05-1077-4.
- Pellettieri, Osvaldo (2001). Historia del teatro argentino en Buenos Aires: La segunda modernidad (1949-1976) IV (1° edición). Galerna. p. 157. ISBN 950-556-447-3.
- Rodolfo A.- Gómez G. (1977). Padre é hijo: narraciones arequipeñas (1° edición). Editorial El Sol. p. 413.
- Troncoso, Oscar (1983). La Vida de nuestro pueblo: una historia de hombres, cosas, trabajos, lugares. IV (1° edición). El Centro. p. 14.

- Datos: Q114119891